# 茨納河 (莫克沙河支流)
茨納河是俄羅斯的河流，位於坦波夫州和梁贊州，屬於莫克沙河的左支流，河道全長451公里，流域面積21,500平方公里，河畔城鎮有坦波夫和莫爾尚斯克。